# Kalmora
Kalmora, czyli prawo ojcowskie Amerykanów – polska opera (melodramat) w 2 aktach z muzyką  Karola Kurpińskiego do libretta Kazimierza Brodzińskiego. Prapremiera miała miejsce w Warszawie 10 marca 1820.
Partytura orkiestrowa uwertury ukazała się drukiem w 1826 roku (Breitkopf & Härtel) jako Opus 14 kompozytora. Partytura orkiestrowa całej opery nie została opublikowana i jest zlokalizowana w Warszawskim Towarzystwie Muzycznym im. Stanisława Moniuszki.